# Brokesie
Brokesie, obecně též zemní chameleoni, jsou ještěři z čeledi chameleonovitých. Od pravých chameleonů se liší menším vzrůstem (mezi brokesie patří jedny z nejmenších druhů plazů a obratlovců vůbec) a způsobem života. Brokesie jsou stínomilné, většinou žijí na zemi či na nízké vegetaci bylinného patra lesa. Jejich schopnost barvoměny je omezena, většinou jsou jednobarevné, zbarvené v odstínech hnědé. To však nesnižuje jejich schopnost maskovat se: tvarem těla i barvou připomínají suchý list.
Do podčeledi jsou řazeny tři rody, všechny s českým rodovým jménem brokesie: typový rod Brookesia zahrnuje drobné, maximálně deset centimetrů dlouhé hnědé ještěry s krátkým ocáskem a pichlavými dlaněmi. Všechny druhy jsou endemity ostrova Madagaskar, kde obývají bylinné patro tropického pralesa. Nemálo druhů z tohoto rodu bylo popsáno teprve v posledních třiceti letech. Do rodu Rhampholeon náležejí brokesie žijící v rovníkové Africe; jsou to ještěři s kratším ocasem, pichlavými dlaněmi a dvouklanými drápky, kteří mají na těle ostny tvořené zvětšenými šupinami. Tři východoafrické druhy z tohoto rodu byly v roce 2004 vyčleněny do vlastního rodu Rieppeleon.

## Chov v zoo
V zoo jsou brokesie chovány velmi výjimečně. V Česku jsou k vidění v Zooparku Zájezd, který chová a vystavuje největší kolekci chameleonů ve světových zoo. Zoopark choval ke konci roku 2020 dva druhy brokesií: brokesii Thielovu a brokesii trnitou. Ani jeden z těchto druhů není chován v žádné jiné evropské zoo.

## Fotogalerie

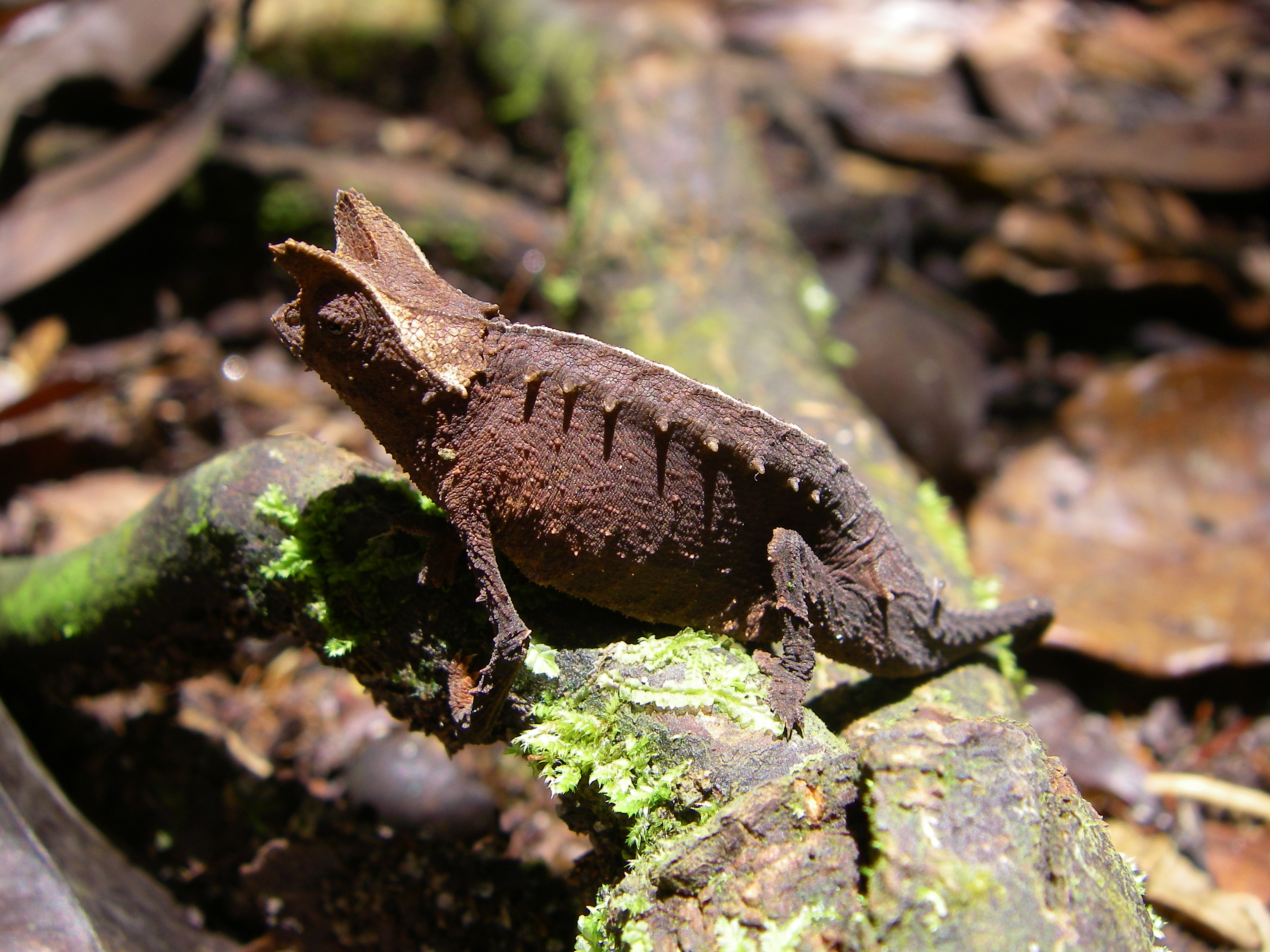
Brokesie růžkatá, Brookesia superciliaris, typový druh rodu Brookesia
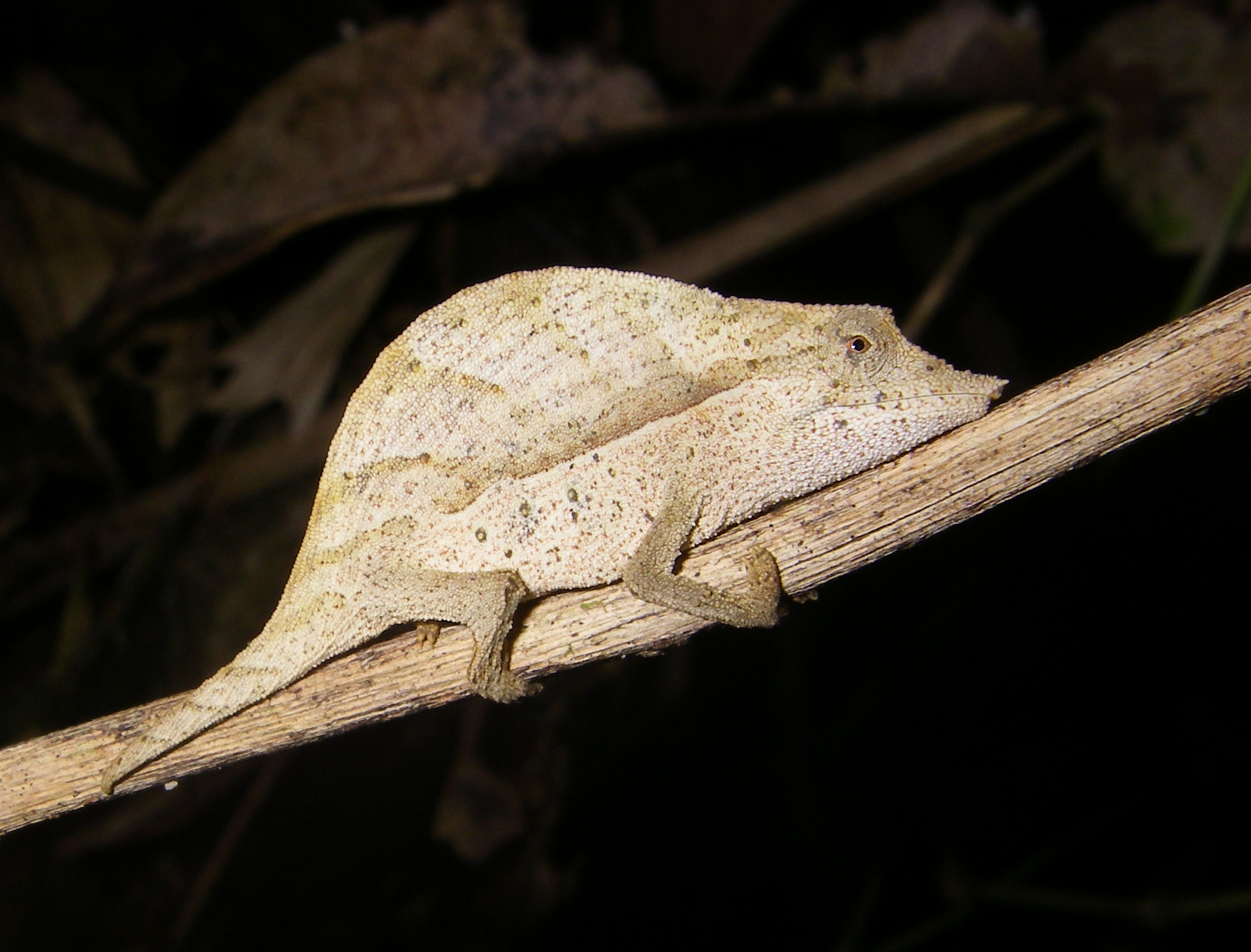
Brokesie druhu B. nasus
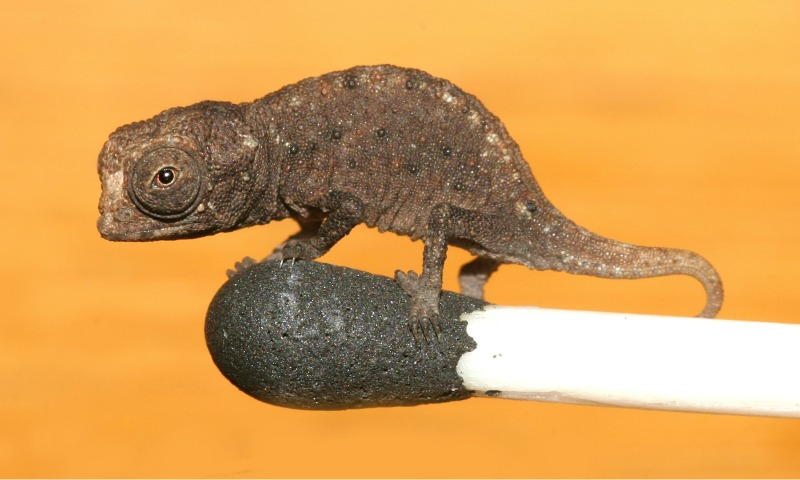
Mládě druhu Brookesia micra stojící na hlavičce zápalky
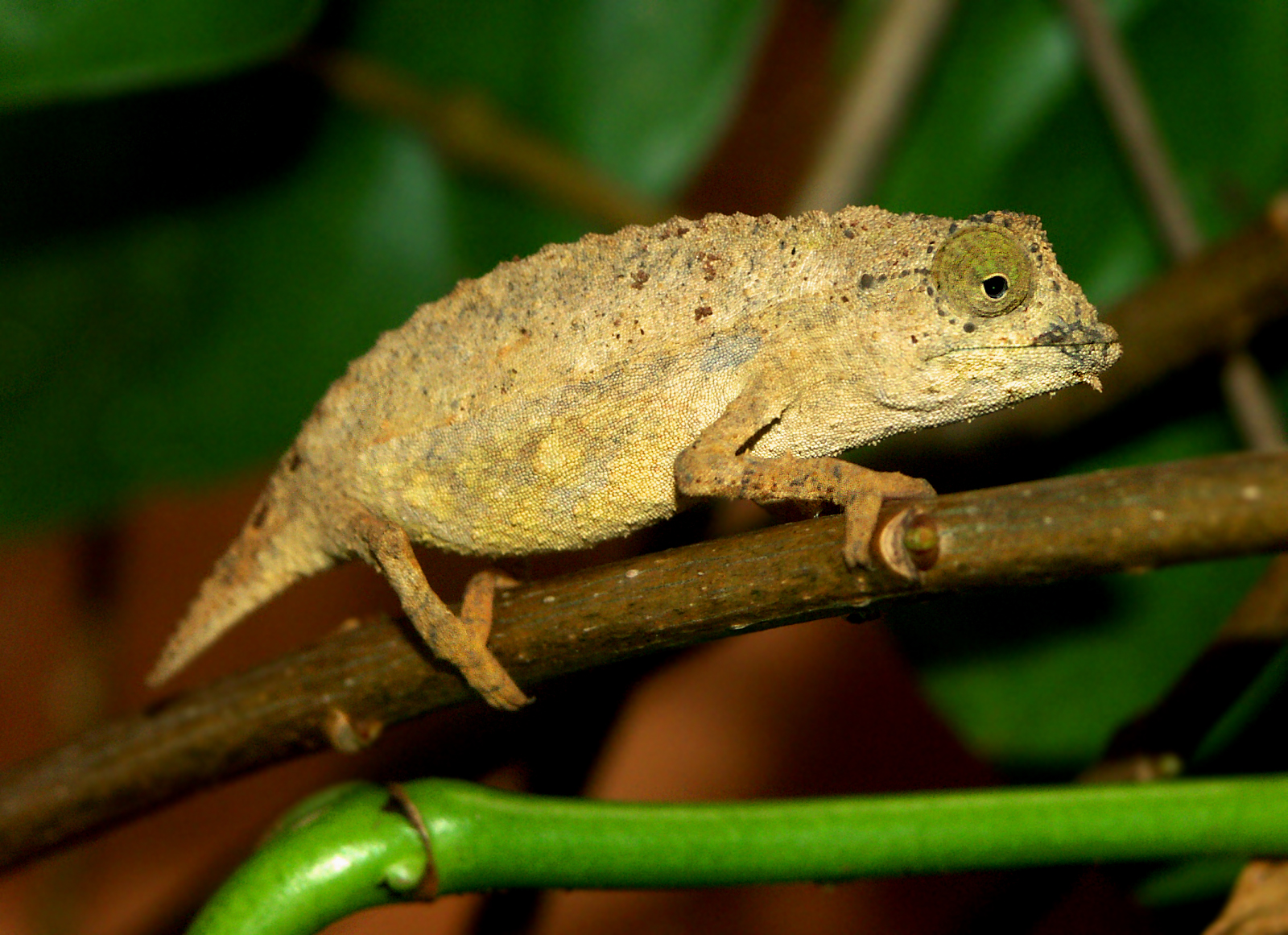
Brokesie krátkoocasá (Rieppeleon brevicaudatus)